# 請田神社

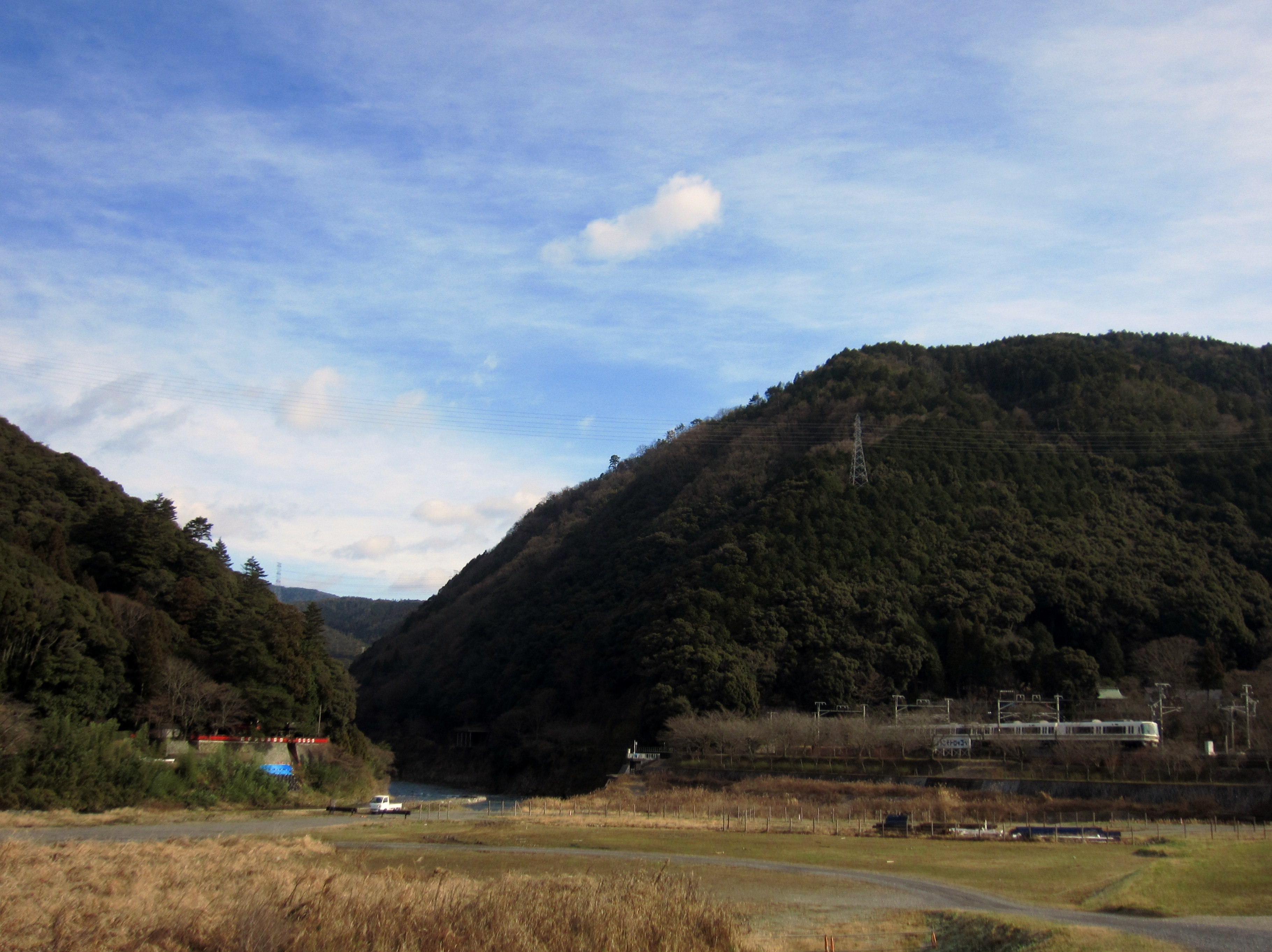
保津峡入り口左岸に請田神社、右岸を走る嵯峨野線の奥に桑田神社が鎮座。

請田神社（うけたじんじゃ）は、京都府亀岡市保津町立岩にある神社。式内社論社。
亀岡市東部、保津峡入り口の「大堰川」から「保津川」に名が変わる地に鎮座し、川向いには桑田神社が鎮座する。その桑田神社とともに保津峡開削の伝承に関連する神社である。

## 祭神
- 大山咋神 （おおやまくいのかみ）
- 市杵島姫命 （いちきしまひめのみこと） - 別名を「狭依姫命」。

## 歴史
永禄年間（1558年-1570年）に兵火により社殿・文献が焼失したため、由緒は明らかでない。祭神の大山咋神は、湖であった丹波地方の開拓のために出雲地方から来た神といわれ、請田神社とは川を挟んで鎮座する桑田神社の場所から保津峡の開削を始めたと伝える。この開拓着工の鍬入れを受けたので、社名を「請田（うけた）」というようになったという。亀岡盆地が湖だったということに関する伝承は周辺各地に残ることが知られる（詳しくは「亀岡盆地#湖伝承」を参照）。
社伝では創建を和銅2年（709年）という。社地の名を「岩尾」と言ったということから、平安時代中期の『延喜式』神名帳において丹波国桑田郡に「石穂神社」と記される式内社の論社に比定されている。理由は不明ながら同じく桑田郡の式内社・松尾神社とする説もある。
永禄年間の兵火による焼失ののちは、宮ノ上（現・保津八幡宮）に遷座した。寛永年間（1624年-1645年）に現在地に戻ったが、宮ノ上では現在も頓宮として分霊が祀られている。
近世には保津峡は「浮田（うけた）峡」と呼ばれており、請田神社とともに対岸の桑田神社は「請田神社」「浮田神社」を称していたという。

## 境内

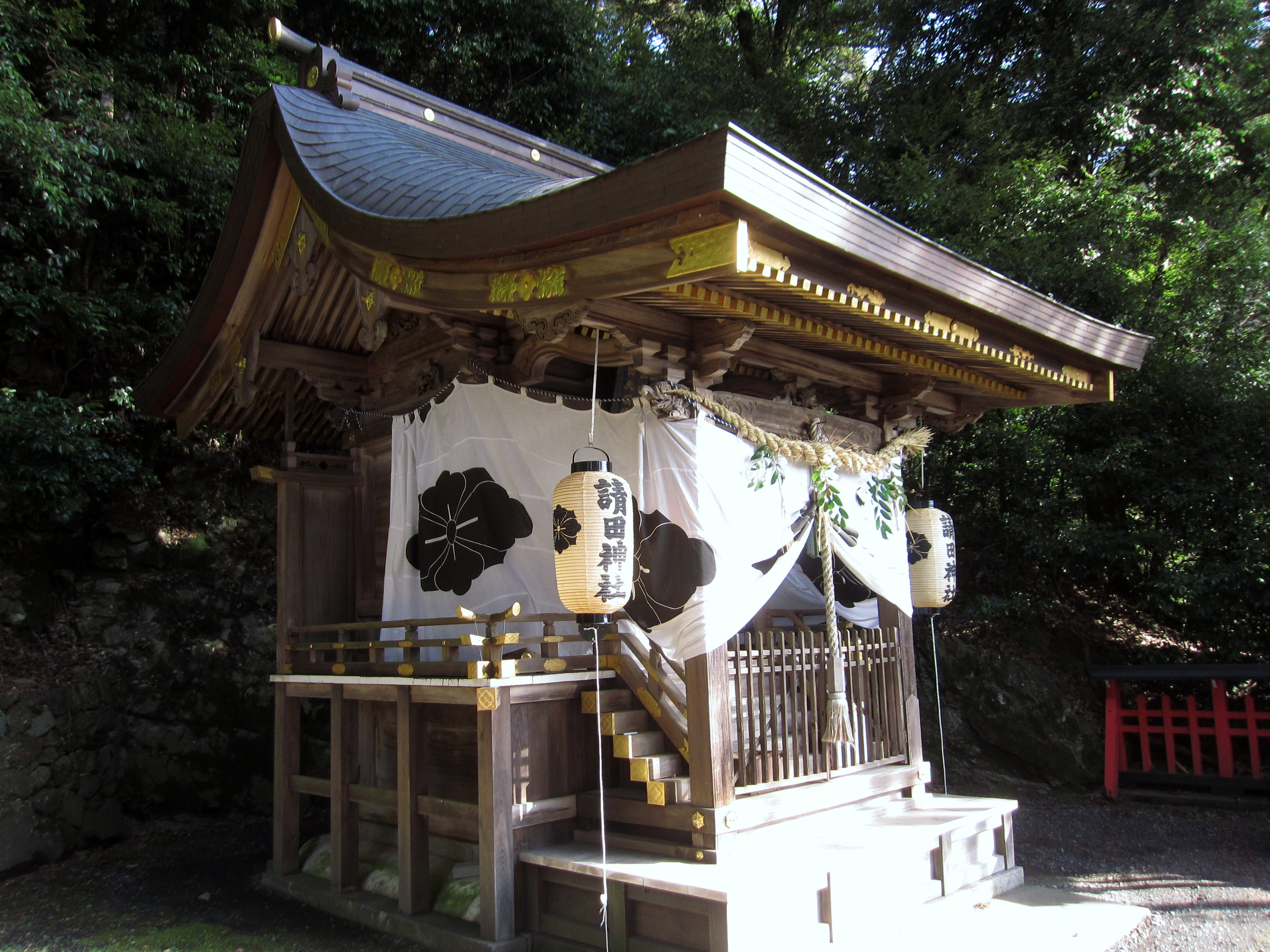
本殿
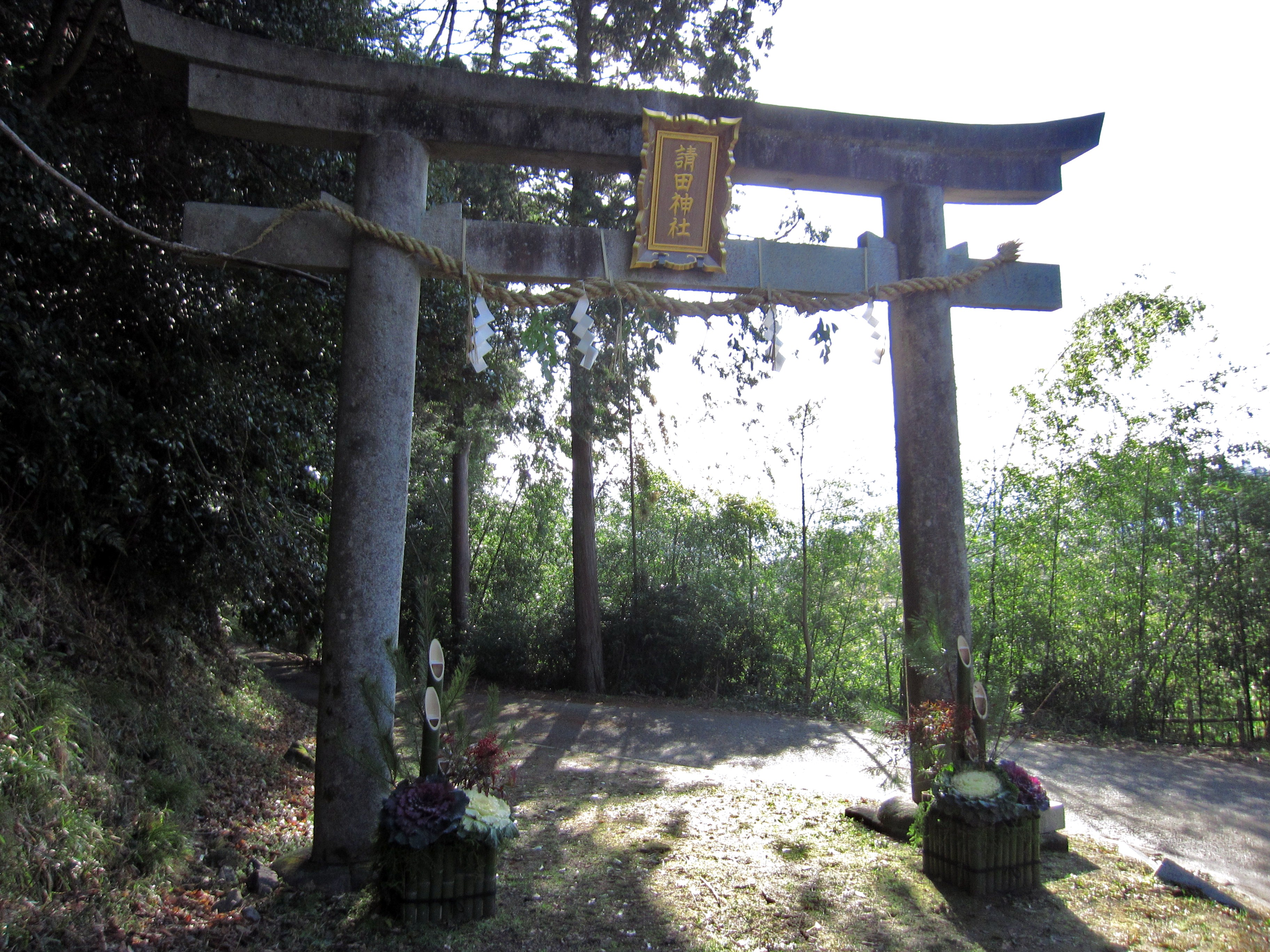
鳥居

## 摂末社

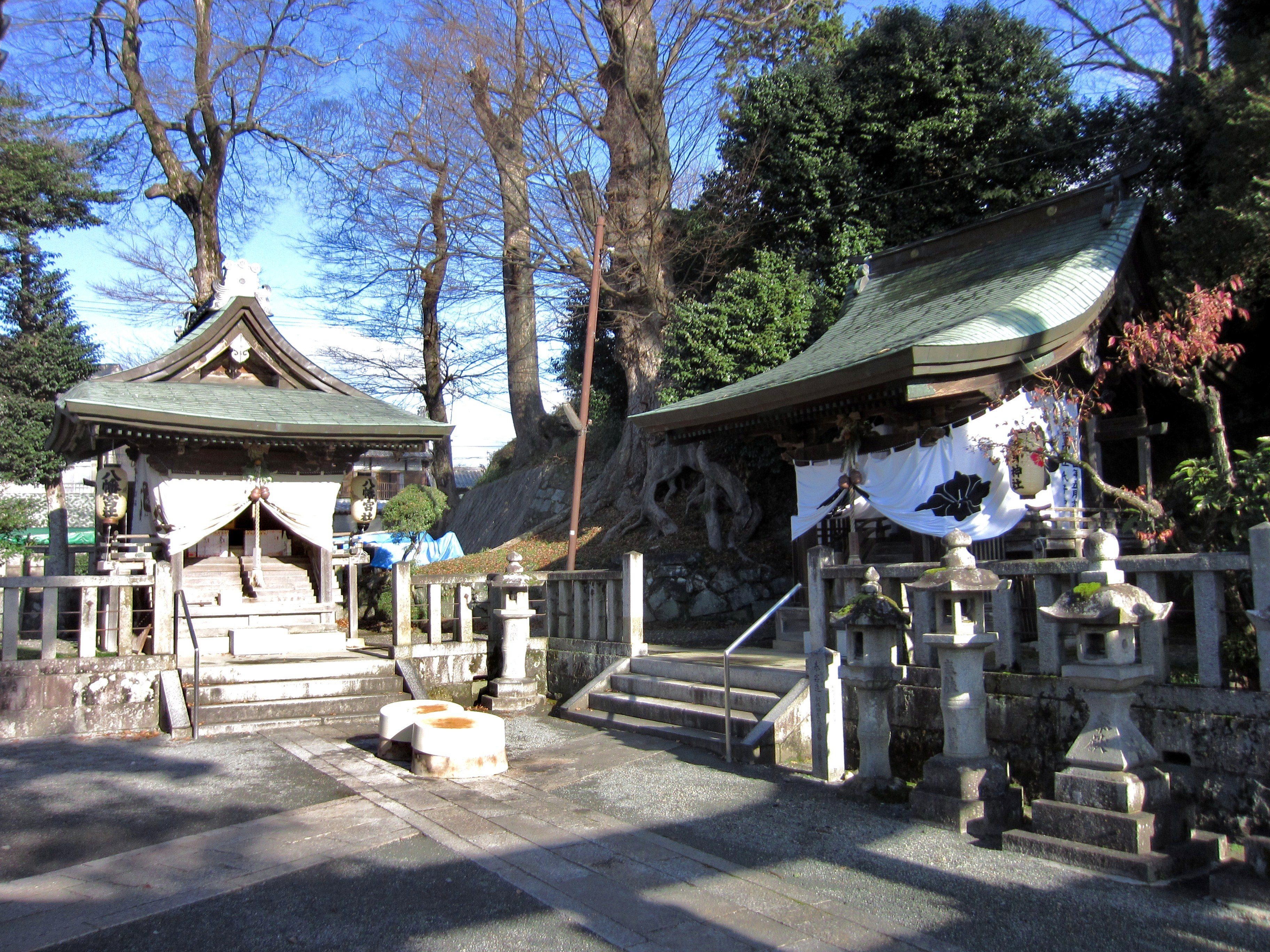
保津八幡宮境内左奥に八幡宮、右に請田神社頓宮。いずれも京都府指定文化財。

境内末社
- 稲荷社 - 本殿脇に鎮座。

境外社
- 頓宮
保津八幡宮（亀岡市保津町宮ノ上21）境内に鎮座。永禄年間から寛永年間まで請田神社が当地に一時的に遷座したといい、復座ののちも頓宮（御旅所）として分霊が祀られている。形式は一間社流造。八幡宮は、寛永年間に北桑田郡細川村から流れ着き、請田神社復座後の跡地に再建されたという[6]。北側の丘上には神宮寺の和光院（現在は廃寺）の遺構として鐘楼が残っている[7]。これら保津八幡宮の本殿・鐘楼と請田神社頓宮の3棟は、京都府指定文化財に指定されている[8][9]。

## 祭事
- 秋大祭 （10月21日）
「保津の火祭り」とも。前日の宵宮祭に始まる。本宮から保津八幡宮内の頓宮に神霊を迎える。

## 文化財

### 京都府指定文化財
- 有形文化財
  - 請田神社頓宮 - 平成27年（2015年）3月24日指定[8]。

## 関連文献
（記事執筆に使用していない関連文献）
- 「保津村請田神社及八幡宮」『京都府史蹟勝地調査會報告 第四冊』京都府、1923年。 - リンクは国立国会図書館デジタルコレクション。